# Альдозы

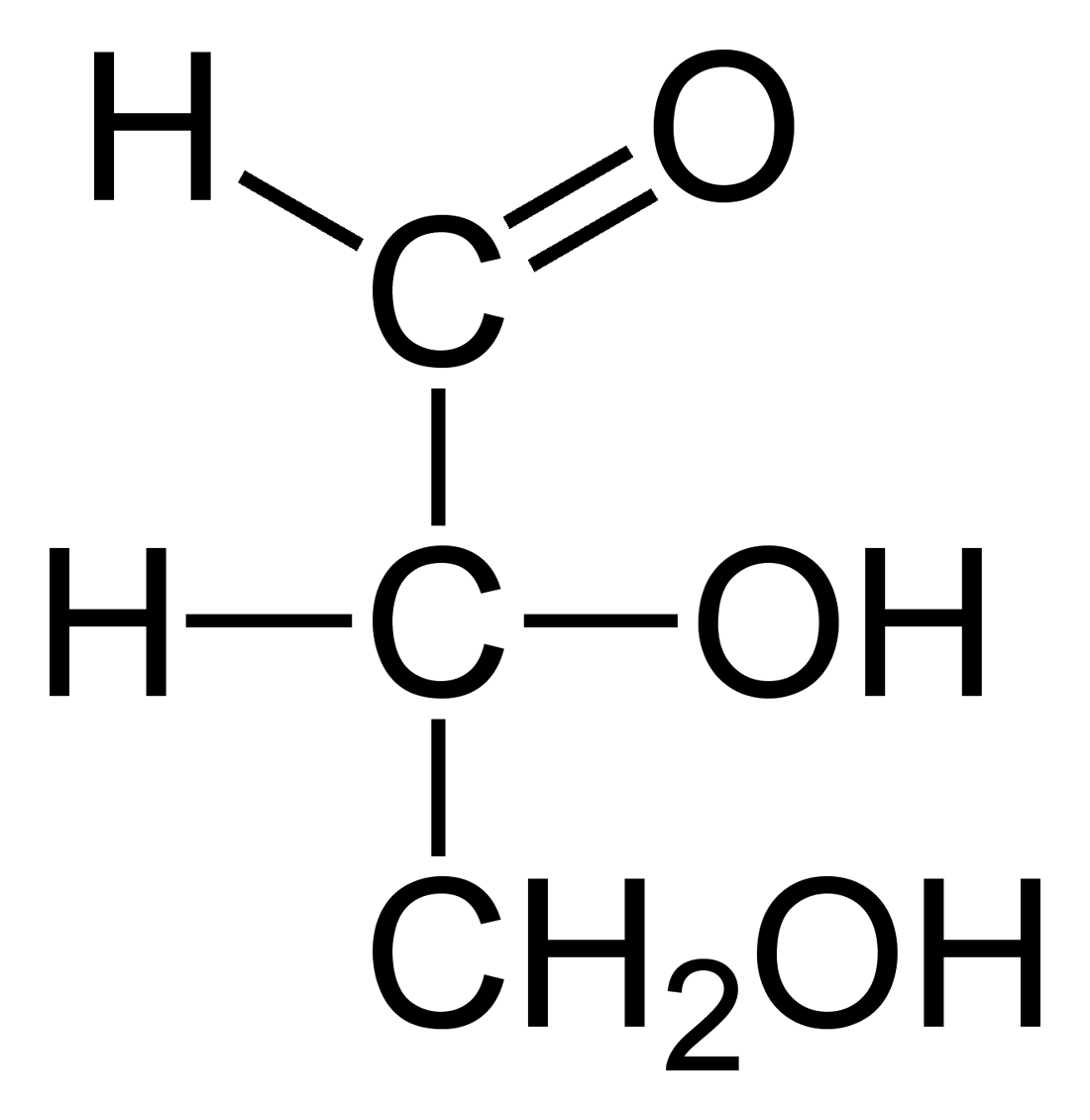
Глицериновый альдегид — один из простейших представителей альдоз

Альдозы — моносахариды, содержащие альдегидную группу в открытой форме. В циклической форме альдегидная группа может находиться в замаскированном виде (полуацеталя).
Как и все углеводы обладают общей формулой CnH2nOn ({\displaystyle n\geq 3}). Альдозы являются кристаллическими веществами сладкого вкуса, растворимыми в воде.
Гликольальдегид и Глицеральдегид являются простейшими представителями альдоз. Принадлежность к альдозам обозначают с помощью приставки «альдо-». В зависимости от длины цепи различают альдогексозы, альдопентозы и т. д.
Альдозы могут существовать как в циклической (фуранозной либо пиранозной), так и в открытой формах.
Альдозы могут быть превращены в кетозы с помощью реакции Лобри-де Брюйна-ван Экенстейна.

## Качественная реакция
Раствор Фелинга и аммиачный раствор оксида серебра служат для отличения альдоз от кетоз.

## Список альдоз
- Альдодиозы: гликольальдегид.
- Альдотриозы: глицеральдегид.
- Альдотетрозы: эритроза, треоза.
- Альдопентозы: рибоза, арабиноза, ксилоза, ликсоза.
- Альдогексозы: аллоза, альтроза, глюкоза, манноза, гулоза, идоза, галактоза, талоза.
- Альдогептозы: D-глицеро-D-аллоза, D-глицеро-D-альтроза, D-глицеро-D-глюкоза, D-глицеро-D-манноза, D-глицеро-D-гулоза, D-глицеро-D-идоза, D-глицеро-D-галактоза, D-глицеро-D-талоза, D-глицеро-L-аллоза, D-глицеро-L-альтроза, D-глицеро-L-глюкоза, D-глицеро-L-манноза, D-глицеро-L-гулоза, D-глицеро-L-идоза, D-глицеро-L-галактоза, D-глицеро-L-талоза.
- Альдооктозы: D-эритро-D-аллоза, D-эритро-D-альтроза, D-эритро-D-глюкоза, D-эритро-D-манноза, D-эритро-D-гулоза, D-эритро-D-идоза, D-эритро-D-галактоза, D-эритро-D-талоза, D-трео-D-аллоза, D-трео-D-альтроза, D-трео-D-глюкоза, D-трео-D-манноза, D-трео-D-гулоза, D-трео-D-идоза, D-трео-D-галактоза, D-трео-D-талоза,D-эритро-L-аллоза, D-эритро-L-альтроза,D-эритро-L-глюкоза, D-эритро-L-манноза, D-эритро-L-гулоза, D-эритро-L-идоза, D-эритро-L-галактоза, D-эритро-L-талоза, D-трео-L-аллоза, D-трео-L-альтроза, D-трео-L-глюкоза, D-трео-L-манноза, D-трео-L-гулоза, D-трео-L-идоза, D-трео-L-галактоза, D-трео-L-талоза.
- Альдононозы: D-рибо-D-аллоза, D-рибо-D-альтроза, D-рибо-D-глюкоза, D-рибо-D-манноза, D-рибо-D-гулоза, D-рибо-D-идоза, D-рибо-D-галактоза, D-рибо-D-талоза, D-арабино-D-аллоза, D-арабино-D-альтроза, D-арабино-D-глюкоза, D-арабино-D-манноза,D-арабино-D-гулоза, D-арабино-D-идоза, D-арабино-D-галактоза, D-арабино-D-талоза, D-ксило-D-аллоза, D-ксило-D-альтроза, D-ксило-D-глюкоза, D-ксило-D--манноза, D-ксило-D-гулоза, D-ксило-D-идоза, D-ксило-D-галактоза, D-ксило-D-талоза, D-ликсо-D-аллоза, D-ликсо-D-альтроза, D-ликсо-D-глюкоза, D-ликсо-D-манноза, D-ликсо-D-гулоза, D-ликсо-D-идоза, D-ликсо-D-галактоза, D-ликсо-D-талоза, D-рибо-L-аллоза, D-рибо-L-альтроза, D-рибо-L-глюкоза, D-рибо-L-манноза, D-рибо-L-гулоза, D-рибо-L-идоза, D-рибо-L-галактоза, D-рибо-L-талоза, D-арабино-L-аллоза, D-арабино-L-альтроза, D-арабино-L-глюкоза, D-арабино-L-манноза, D-арабино-L-гулоза, D-арабино-L-идоза, D-арабино-L-галактоза, D-арабино-L-талоза, D-ксило-L-аллоза, D-ксило-L-альтроза, D-ксило-L-глюкоза, D-ксило-L-манноза, D-ксило-L-гулоза, D-ксило-L-идоза, D-ксило-L-галактоза, D-ксило-L-талоза, D-ликсо-L-аллоза, D-ликсо-L-альтроза, D-ликсо-L-глюкоза, D-ликсо-L-манноза, D-ликсо-L-гулоза, D-ликсо-L-идоза, D-ликсо-L-галактоза, D-ликсо-L-талоза.